# بهية (نبات)
بَهِيَّة (الاسم العلمي: Catasetum)، جنس نباتات مربابية من السحلبية. أنواعه 166 جميعها برية وتزيينية. أعطانها تمتد من المكسيك إلى الأرجنتين، وتشمل معظم أراضي أمريكا الوسطى وجزر الهند الغربية وأمريكا الجنوبية. أكبر تنوع لها في البرازيل.